# Remmels
Remmels là một đô thị thuộc quận Rendsburg-Eckernförde, bang Schleswig-Holstein.